# وسنت کنج مرگ
وسنت کنج مرگ (به انگلیسی: Vasant Kunj Marg) یک منطقهٔ مسکونی در هند است که در دهلی واقع شده‌است.